# Micrococcaceae
Micrococcaceae  es una familia de bacterias  incluye varios géneros de bacterias Gram-positivas de morfología coco que habitan en el aire y la piel, tal como Micrococcus luteus.